# Яблоня домашняя
Я́блоня дома́шняя, или Яблоня садовая (лат. Malus domestica) — вид деревьев из рода Яблоня семейства Розовые. Широко распространённое плодовое дерево, выращиваемое ради его плодов — яблок.
В 2010 году группой учёных из разных стран расшифрован полный геном яблони домашней (сорт Голден Делишес). Он содержит около 57 тысяч генов. Также по ДНК-анализу установлено, что известные 2500 сортов яблони домашней происходят от яблони Сиверса. Тем не менее, другой ДНК-анализ показал, что дикая яблоня лесная также внесла существенный вклад в происхождение яблони домашней.
С яблоней и яблоками связано множество преданий и легенд. К примеру, существует поверье, что яблоко было причиной первородного греха (хотя в Книге Бытия речь о яблоке не идёт). Также известен древнегреческий миф о яблоке раздора. Бытует легенда о том, что именно яблоко, упавшее на голову Ньютона, послужило причиной к открытию закона всемирного тяготения.

## Ботаническое описание

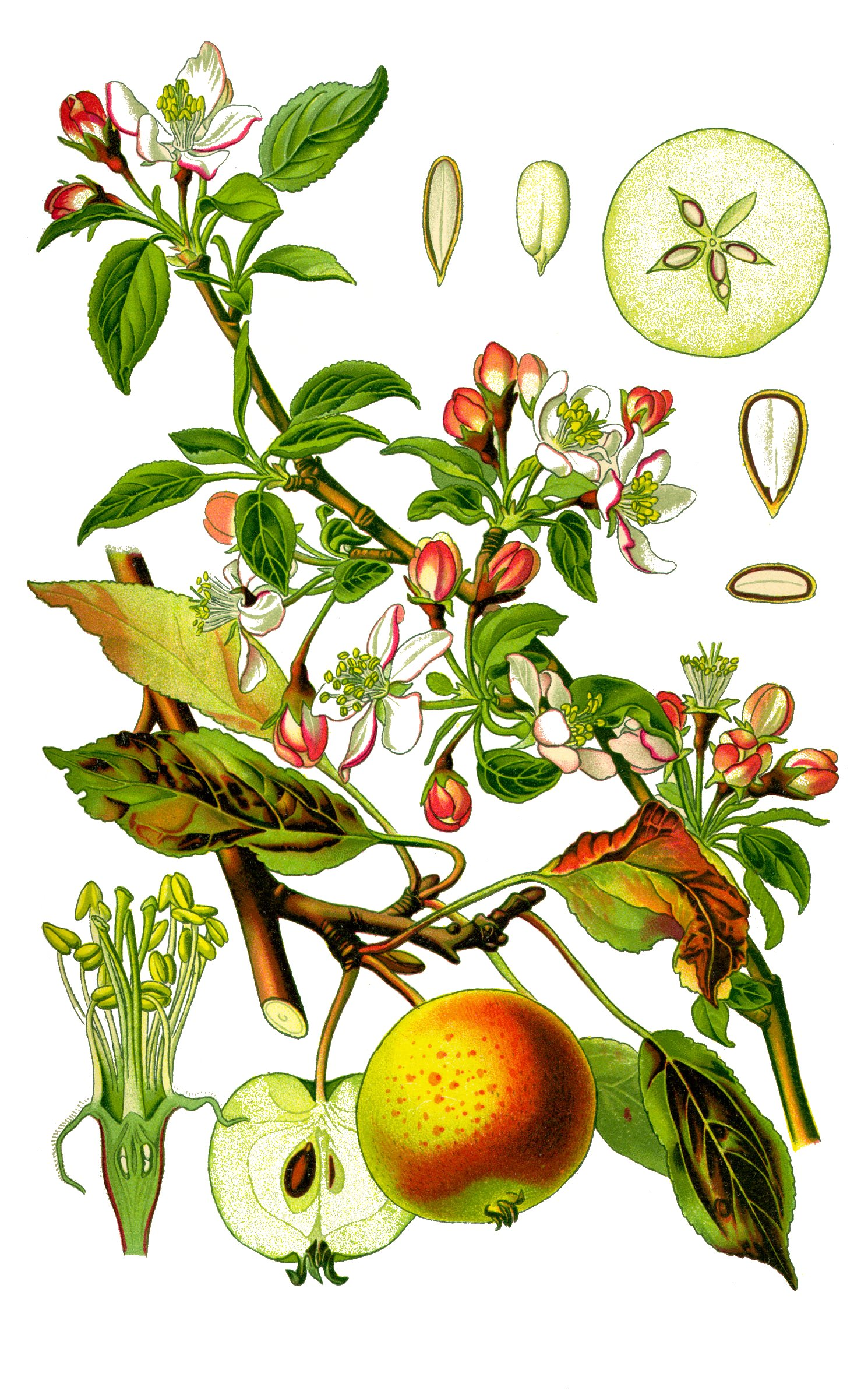
Malus domestica. Ботаническая иллюстрация из книги О. В. Томе Flora von Deutschland, Österreich und der Schweiz, Гера, 1885

Долговечное растение, живёт до 100 лет, дикорастущие экземпляры — до 300 лет.
Начинает плодоносить (в зависимости от сорта и условий культуры) обычно на 4—12-й год, продуктивный период — 40—50 лет. Плодоношение на концах укороченных ветвей (кольчатках, копьецах, плодовых прутиках). Цветёт в апреле-мае. Цветение продолжается 8—12 суток. Опыление — перекрёстное. При обильном цветении завязывается и развивается до зрелых плодов около 30 % завязей, остальные осыпаются (неоплодотворённые завязи, и в июне — плоды). 

Формула цветка: {\displaystyle \ast K_{(5)}\;C_{5}\;A_{\infty }\;G_{({\overline {5}})}\;}. 

Яблоня зимостойка и морозостойка (выдерживает до −42 °C), произрастает на разных почвах. Недостаток влаги, минерального питания, весенние заморозки и другие неблагоприятные факторы приводят к значительному осыпанию завязей.
Родина яблони домашней — территория современного Казахстана и Кыргызстана.

## Хозяйственное значение и использование
Помимо плодов яблоня домашняя даёт медоносным пчёлам очень ценный весенний взяток нектара. Жёлтый, иногда темновато-жёлтый мёд из нектара с цветков яблони ароматен, приятного вкуса, но более жидкий, чем из нектара цветущих летом растений.

### В сельском хозяйстве

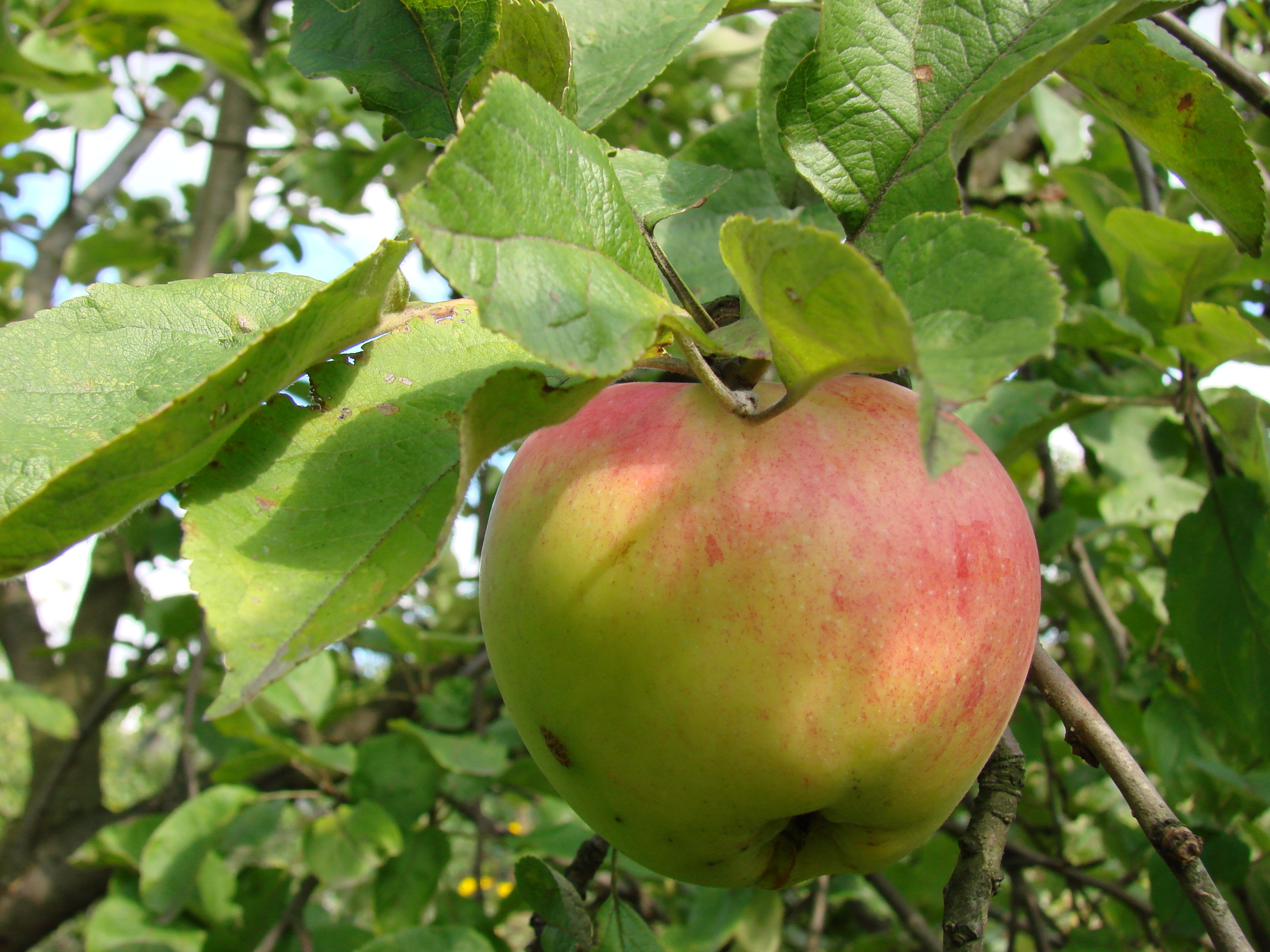
Яблоко на дереве

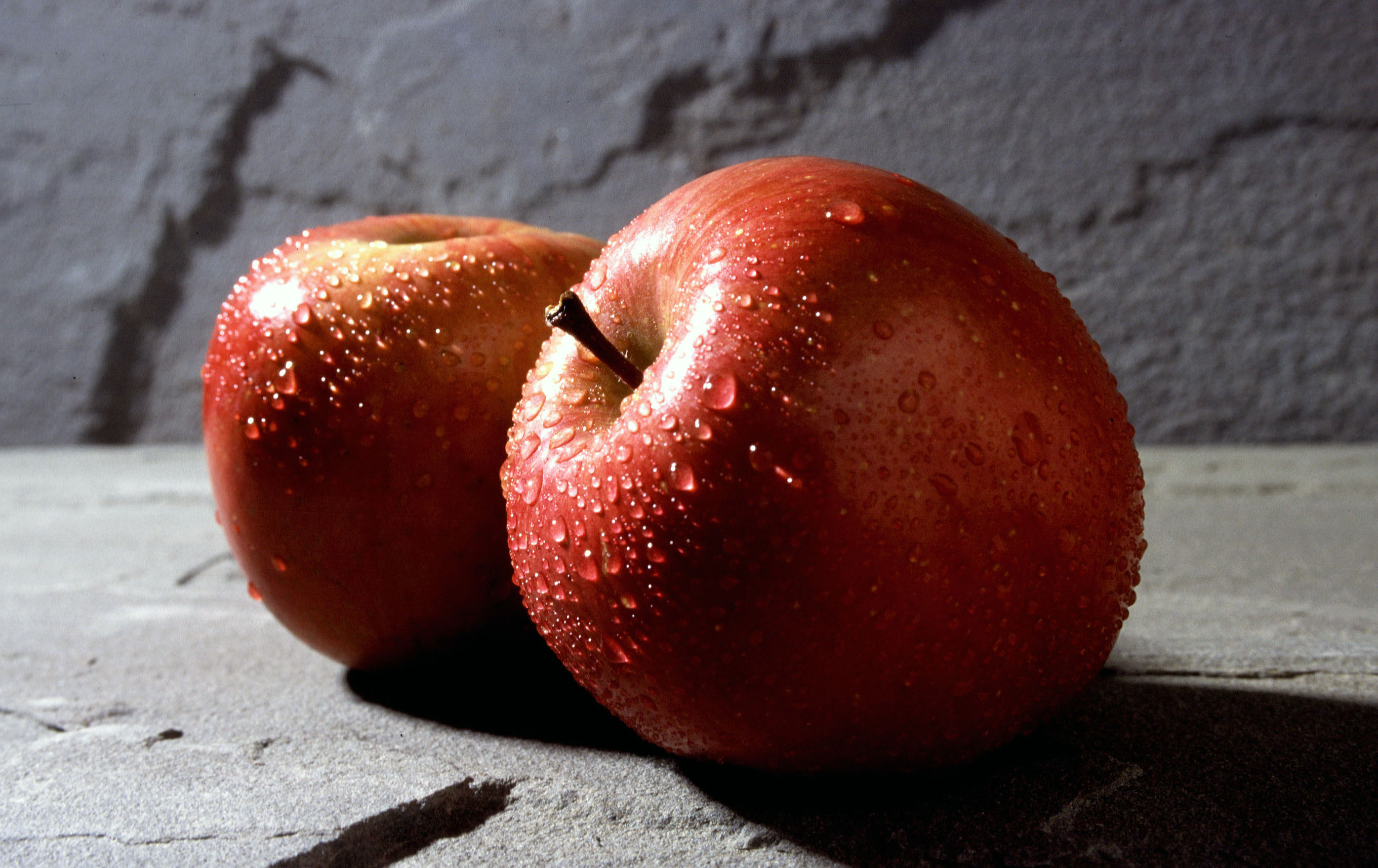
Яблоко сорта Фудзи

Яблони имеют преимущественно шарообразные плоды различных цветов (красные, зелёные или жёлтые) и размеров — от горошины до 15 см в диаметре.
По времени созревания отличают летние, осенние и зимние сорта, более поздние сорта отличаются хорошей стойкостью.
Плоды содержат яблочную, винную, лимонную и другие органические кислоты, сахара (глюкозу, сахарозу и другие), витамины С, А, В1, каротин, дубильные и пектиновые вещества, микроэлементы (железо, калий, кальций, магний и другие), эфирное масло, и другие вещества.
Плоды употребляют в свежем виде и в виде сухофруктов; они пригодны также для различных видов переработки: получения соков, компотов, киселей и плодового вина, сидра, приготовления варенья, а благодаря содержанию пектина — джемов, повидла, желе и мусса. Яблоки запекают с сахаром в тесте, приготовляют начинки для пирогов, тортов и пирожных, очень популярны яблочные пироги.
Сушёные яблоки являются хорошим источником легкоусваиваемых сахаров (содержат от 8 до 15 %), микроэлементов (до 0,5 % различных минеральных солей), а в семенах одного среднего плода содержится около суточной нормы иода
Например, яблоки антоновского сорта в 100 граммах при калорийности в 48 ккал содержат: 0,3 г белков, 11,5 г углеводов, 0,02 мг витамина B1, 4,9 мг витамина С, 16 мг кальция и 86 мг калия.
Плоды дикорастущих видов в основном перерабатывают.
| Неочищенные необработанные яблоки (Пищевая ценность в 100 г) |                                  |                             |                                   |
| Вода : 85,56 г                                               | Неорганические вещества : 0,19 г | Пищевые волокна : 2,4 г     | Энергетическая ценность : 52 ккал |
| Протеины : 0,26 г                                            | Липиды : 0,17 г                  | Углеводы : 13,81 г          | Моносахариды : 10,39 г            |
| Микроэлементы                                                |                                  |                             |                                   |
| Кальций : 6 мг                                               | Железо : 0,12 мг                 | Магний : 5 мг               | Фосфор : 11 мг                    |
| Калий : 107 мг                                               | Медь : 0,027 мг                  | Натрий : 1 мг               | Цинк : 0,04 мг                    |
| Витамины                                                     |                                  |                             |                                   |
| Витамин C : 4,6 мг                                           | Витамин B1 : 0,017 мг            | Витамин B2 : 0,026 мг       | Витамин B3 : 0,091 мг             |
| Витамин B5 : 0,061 мг                                        | Витамин B6 : 0,041 мг            | Витамин B9 : 0 мкг          | Витамин B12 : 0,00 мкг            |
| Витамин A : 54 МЕ                                            | Ретинол : 0 мкг                  | Витамин E : 0,18 мкг        | Витамин K : 2,2 мкг               |
| Жирные кислоты                                               |                                  |                             |                                   |
| Насыщенные : 0,028 г                                         | Моно-ненасыщенные : 0,007 г      | Поли-ненасыщенные : 0,051 г | Холестерин : 0 мг                 |

Большинство сортов выращивается на корнях подвоев. В процессе выращивания в зависимости от желаний владельца или применения яблонь производятся формирующая, санитарная, омолаживающая или эстетическая обрезка кроны.
Сорта
- Анис Алый
- 'Анис Полосатый'
- Антоновка
- 'Боровинка'
- 'Кандиль Синап'
- 'Раннее Алое'
- 'Ренет Симиренко'
- 'Слава Переможцам'

Вредители и болезни

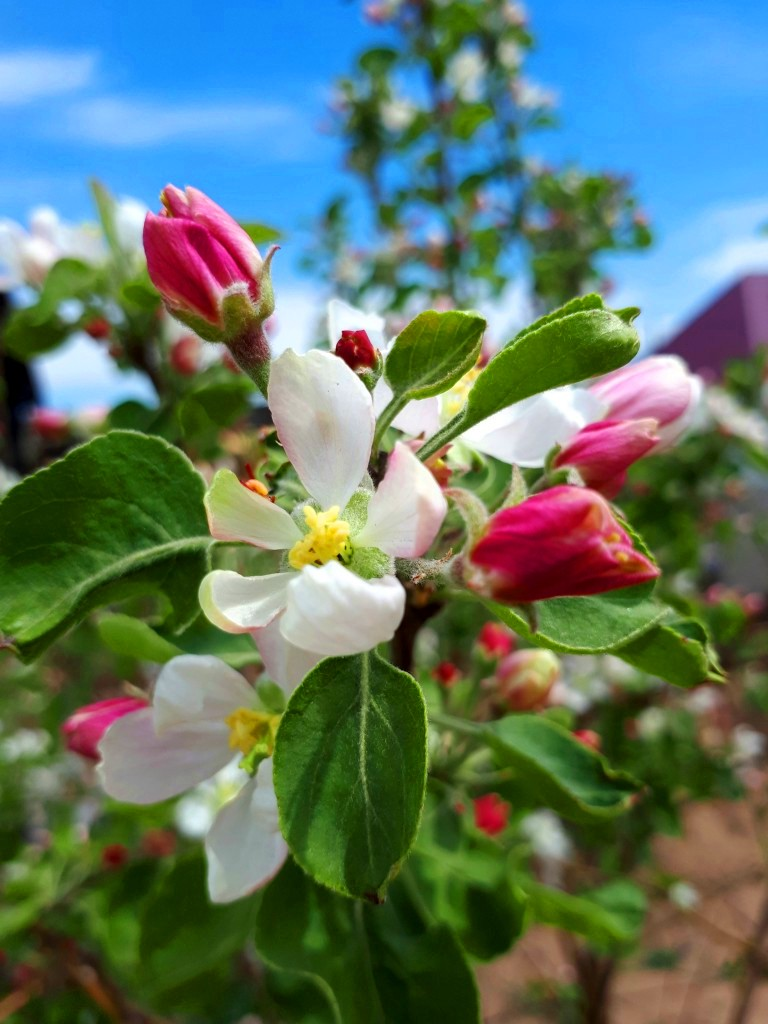
Цветение яблони

Из насекомых — вредителей яблони наиболее обычны: яблонная тля, листовёртки, яблонная плодожорка, паутинные клещи, яблонный цветоед, яблонный пилильщик, галлица яблонная листовая.
Из болезней на яблоне отмечаются: монилиоз, парша, альтернариоз, септориоз, мучнистая роса, филлостиктоз, европейский рак, черный рак и другие.

## Яблоки в мифологии и религии

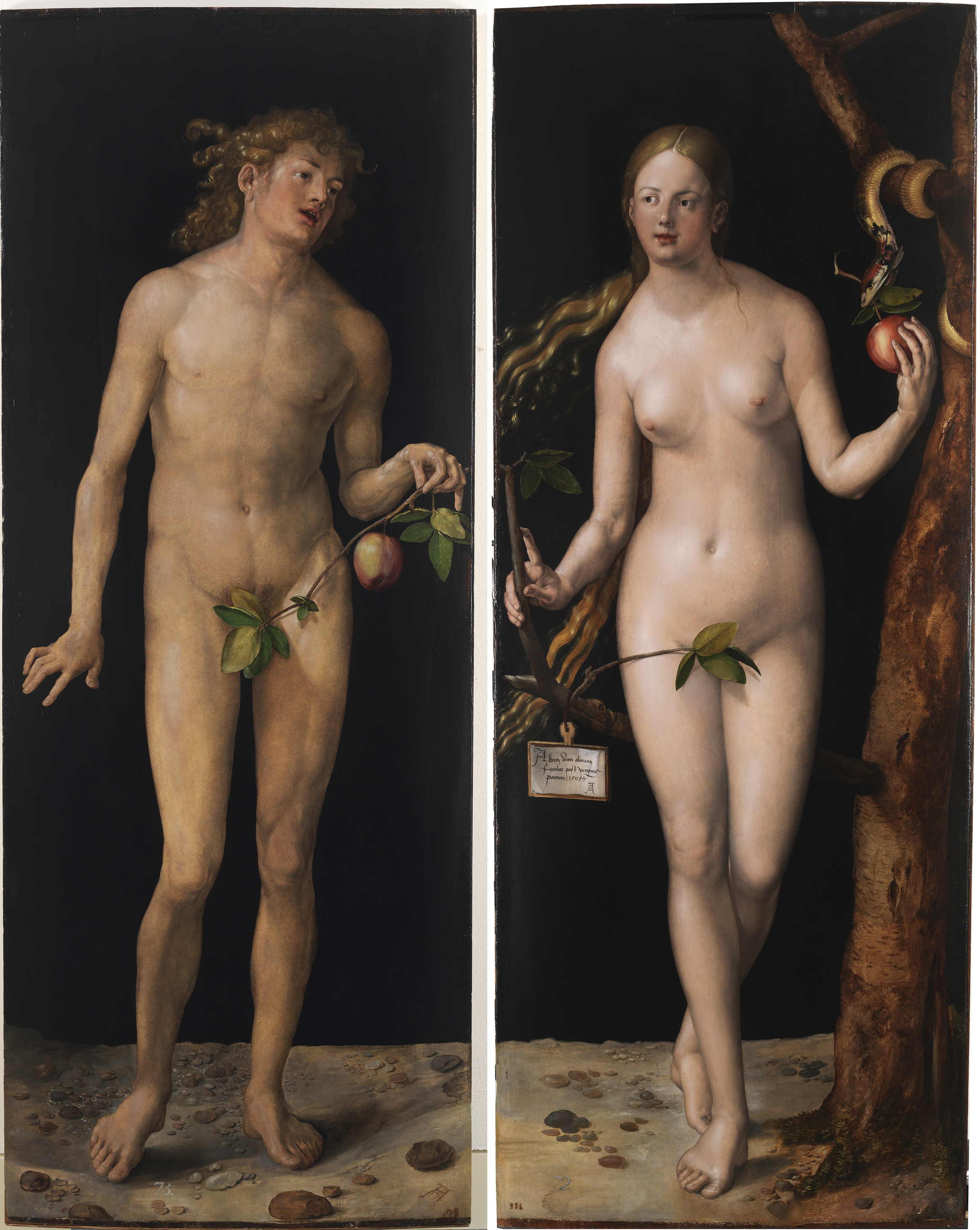
Адам и Ева
Альбрехт Дюрер, 1507

Яблоко раздора в древнегреческой мифологии — золотое яблоко с надписью «прекраснейшей», которое подбросила богиня раздора Эрида на свадебном пиру смертного Пелея и богини Фетиды за то, что её забыли пригласить на эту свадьбу. Гера, Афина и Афродита стали претендовать на это яблоко. Богини попросили Зевса решить этот спор, но Зевс повелел Гермесу передать яблоко Парису, чтобы тот присудил яблоко достойнейшей (суд Париса). Гера пообещала Парису власть и богатство, Афина — мудрость и воинскую славу, а Афродита — отдать в жены самую красивую женщину. И Парис признал самой прекрасной из богинь Афродиту. Исполняя своё обещание, богиня помогла Парису похитить самую красивую из смертных женщин — Елену, супругу спартанского царя Менелая. С этого похищения началась Троянская война.
Райское яблоко— христианский символ греха, запретный искусительний плод, росший в раю, которым дьявол в образе Змея-искусителя соблазнил Еву. Хотя в Библии яблоко не упоминается, возможно, что запретный плод стал ассоциироваться с ним из-за омонимичности латинских слов malum «зло» и mālum «яблоко».
Молодильное яблоко — предмет славянских сказок, делающий молодым того, кто его съест.
Яблочный Спас — русское название христианского праздника Преображение Господне, в который по традиции освящаются новые сборы плодов и ягод, в дни предшествующей недели в Греции собираются первые урожаи винограда, в садах центральной России созревают первые яблоки и сливы.

## Классификация

### Таксономия
- Malus domestica (Suckow) Borkh., 1803, Theor. Prakt. Handb. Forstbot. 2: 1272

Вид Яблоня домашняя относится к роду Яблоня (Malus) семейства Розовые (Rosaceae) порядка Розоцветные (Rosales), последовательно входящего в более крупные клады Фабиды → Розиды → Суперрозиды → Эвдикоты → Цветковые растения. Таксономическая схема в соответствии с Системой APG IV по состоянию на июнь 2024 года:
|  |                          |  |                                   |                                   |                   |  | еще 8 семейств | еще 8 семейств |                     |  |  |  | еще 43 подтвержденных вида* и 171 вид, ожидающий подтверждения |
|  |                          |  |                                   |                                   |                   |  | еще 8 семейств | еще 8 семейств |                     |  |  |  | еще 43 подтвержденных вида* и 171 вид, ожидающий подтверждения |
|  |                          |  |                                   | порядок Розоцветные               |                   |  |                |                | род Яблоня          |  |  |  |                                                                |
|  |                          |  |                                   | порядок Розоцветные               |                   |  |                |                | род Яблоня          |  |  |  |                                                                |
|  | клада Цветковые растения |  |                                   |                                   | семейство Розовые |  |                |                | вид Яблоня домашняя |  |  |  |                                                                |
|  | клада Цветковые растения |  |                                   |                                   | семейство Розовые |  |                |                |                     |  |  |  |                                                                |
|  |                          |  | ещё 63 порядка цветковых растений | ещё 63 порядка цветковых растений |                   |  |                | еще 116 родов  | еще 116 родов       |  |  |  |                                                                |
|  |                          |  |                                   | ещё 63 порядка цветковых растений |                   |  |                |                | еще 116 родов       |  |  |  |                                                                |

* — два вида из 46, перечисленных в источнике, являются синонимичными с различным написанием названия.